# Ambuyat

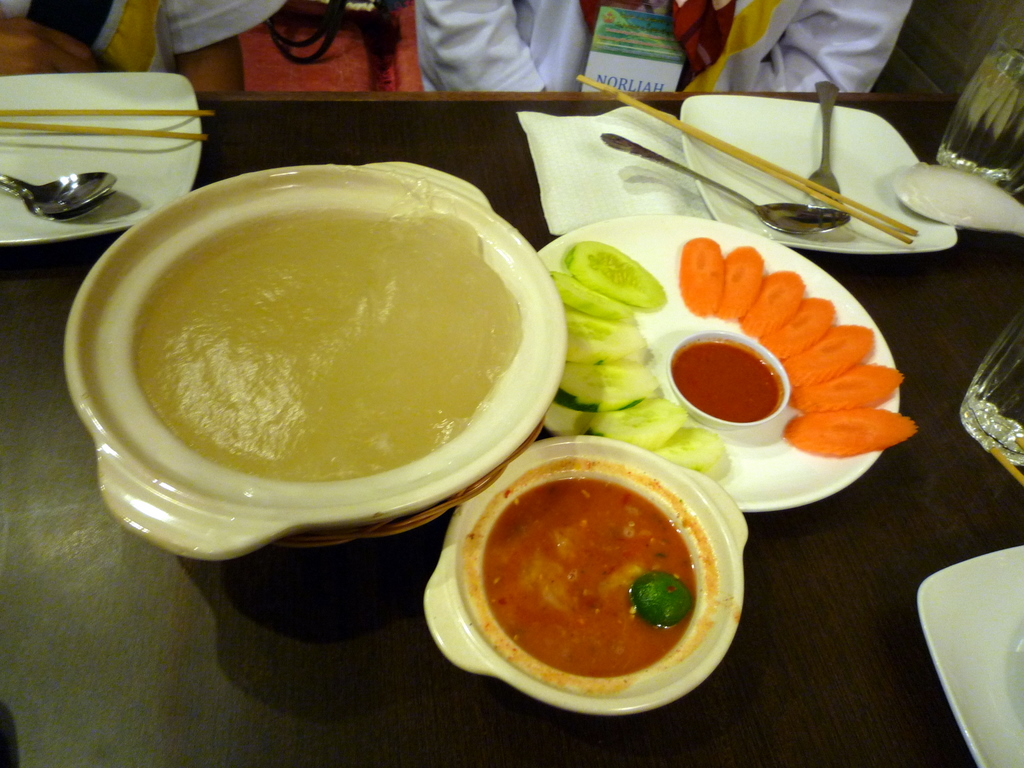
Ambuyat (Bandar Seri Begawan, Brunei).

L'ambuyat est un plat préparé à partir de la pulpe du tronc du sagoutier, dont la consommation est courante à Brunei et en Malaisie (territoire fédéral de Labuan, États de Sarawak et de Sabah). C'est une substance riche en amidon, dont le goût est fade. L'ambuyat se mange avec une fourchette de bambou appelée chandas, enroulé autour des dents de la fourchette puis trempé dans une sauce. En Indonésie, un plat similaire est appelé papeda.